# Salvador Cisneros Betancourt
Salvador Cisneros y Betancourt (10 tháng 2 năm 1828 – 28 tháng 2 năm 1914) là nhà cách mạng và chính khách Cuba, đồng thời là người Cuba duy nhất trở thành Tổng thống Cộng hòa Cuba tới hai lần.

## Thân thế
Salvador Cisneros y Betancourt chào đời tại Puerto Príncipe (nay là Camagüey), Cuba thuộc Tây Ban Nha vào ngày 10 tháng 2 năm 1828. Sinh ra trong một gia đình quý tộc giàu sang làm nghề trồng trọt, ông thừa kế danh hiệu Hầu tước đời thứ hai xứ Santa Lucía vào năm 1846. Vua Tây Ban Nha đã trao danh hiệu này cho cha ông sau khi hiến tặng những vùng đất mà thị trấn Nuevitas ở Puerto Príncipe được thành lập. Ông chính là họ hàng của Gaspar Betancourt Cisneros.
Khi chú của ông chuyển sang Mỹ định cư tại Philadelphia vào cuối thập niên 1840, cha của Salvador đã gửi ông đến đất nước này để theo đuổi việc học hành. Ông tốt nghiệp đứng đầu lớp với bằng Kỹ sư Xây dựng.
Từ thập niên 1850, ông bắt đầu dấn thân vào các hoạt động ban đầu trong cuộc đấu tranh giành độc lập của Cuba khỏi Đế quốc Tây Ban Nha, tham gia phong trào của những phần tử theo chủ nghĩa thôn tính. Ông từng gia nhập cuộc khởi nghĩa giành độc lập của Joaquín de Agüero ở Camagüey vào năm 1851 và phải đối mặt với việc bắt giữ, trục xuất và lưu đày khỏi Cuba do hậu quả từ các hành động chính trị của mình.
Năm 1866, ông gia nhập Hội Tam Điểm Tínima số 16, một hội quán Tam Điểm ở Camagüey. Hội quán Tam Điểm Tínima dần dần nổi lên như một nơi ươm mầm cho các hoạt động cách mạng ở miền Trung Cuba, được những người cách mạng Camagüey áp dụng.

## Chiến tranh Mười năm

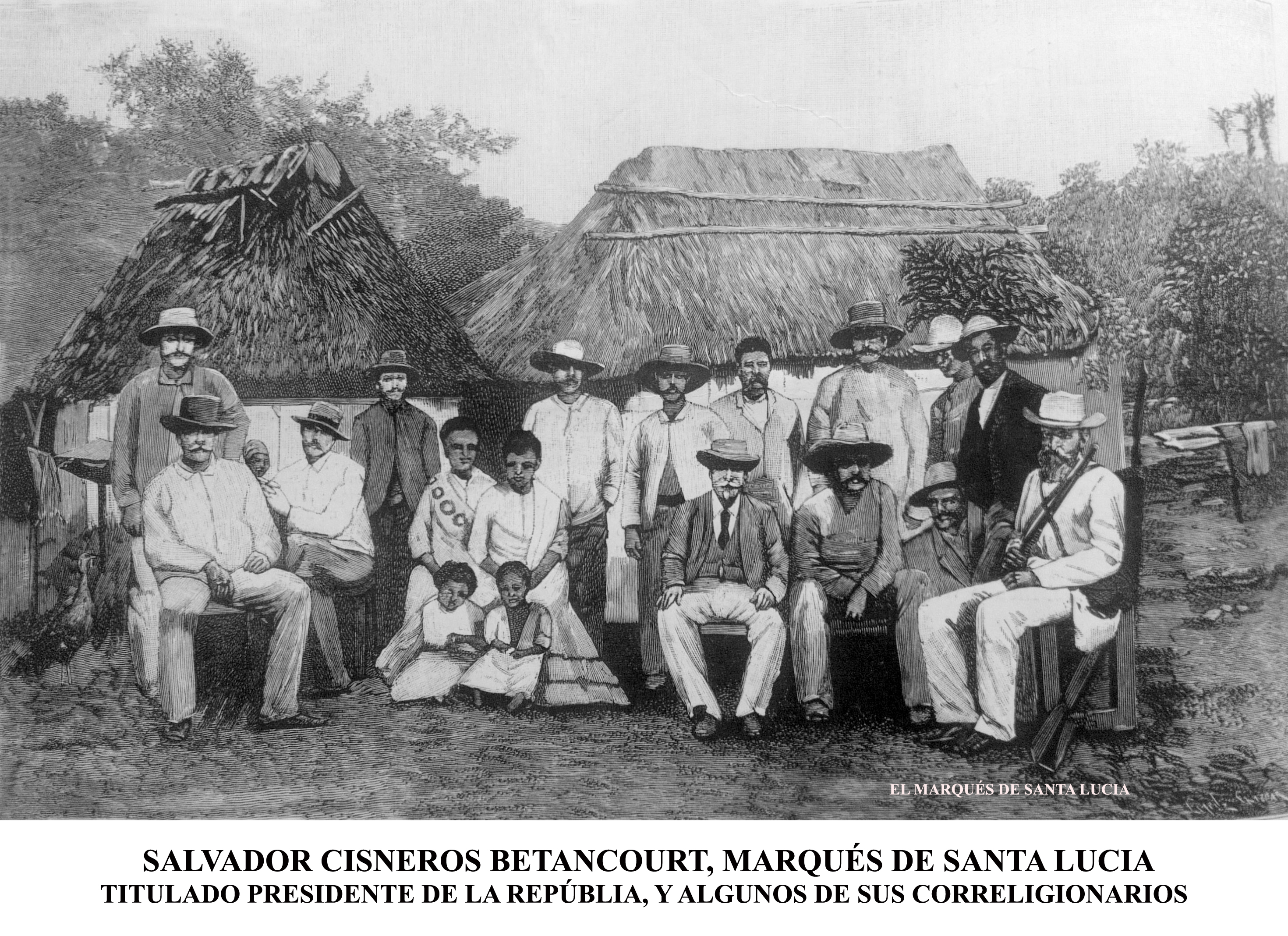
Salvador Cisneros y Betancourt, Hầu tước thứ hai xứ Santa Lucía, Tổng thống Cộng hòa, và một số người đồng đạo của ông.

Ngày 4 tháng 8 năm 1868, Salvador Cisneros Betancourt tham gia một cuộc họp cách mạng do Carlos Manuel de Céspedes điều phối tại một khu đất ở Las Tunas. Cuộc họp này đã thống nhất các ủy ban cách mạng và mở đường cho vụ nổi dậy châm ngòi Chiến tranh Mười năm, cuộc đấu tranh giành độc lập lớn đầu tiên của Cuba chống lại ách đô hộ của thực dân Tây Ban Nha.
Theo sau Lời hiệu triệu Yara của Céspedes vào tháng 10 năm 1868, Cisneros Betancourt liền từ bỏ danh hiệu Hầu tước, giải phóng nô lệ và hiến dâng tài sản của mình cho sự nghiệp này. Các điền trang của ông đều bị chính quyền thực dân tịch thu dù được khôi phục một phần từ sau Hiệp ước Zanjón. Ông lo dàn xếp cuộc khởi nghĩa Las Clavellinas chống lại chính quyền Tây Ban Nha ở tỉnh Camagüey miền Trung Cuba, diễn ra vào ngày 4 tháng 11 năm 1868.
Ủy ban Cách mạng Camagüey (tiếng Tây Ban Nha: Comité Revolucionario de Camagüey) được thành lập dưới thời Cisneros Betancourt vào ngày 26 tháng 11 năm 1868. Ông làm chủ tịch ủy ban quy tụ các thành viên bao gồm Eduardo Agramonte Piña và Ignacio Agramonte Loynaz. Tạm thời, ủy ban này hoạt động như ban lãnh đạo tỉnh, quản lý mọi hoạt động quân sự dưới quyền thống lĩnh của Augusto Arango. Hội đồng Đại biểu Trung ương (tiếng Tây Ban Nha: Asamblea de Representantes del Centro), một phần mở rộng của Ủy ban Cách mạng Camagüey được lập nên nhằm đại diện cho người dân Camagüey. Các thành viên vận động hành lang cho một chính sách mạnh mẽ hơn sắc lệnh của Céspedes. Ngày 26 tháng 2 năm 1869, Cisneros Betancourt chính thức ký Sắc lệnh Bãi bỏ Chế độ Nô lệ (tiếng Tây Ban Nha: Abolición de la Esclavitud) cùng với Eduardo Agramonte, Ignacio Agramonte, Francisco Sánchez y Betancourt và Antonio Zambrana.
Lúc mà Cisneros Betancourt đang ở La Habana, Céspedes bèn triệu tập một hội nghị lập hiến, thúc giục ông rời đi Guáimaro. Là đại biểu tỉnh Camagüey tại Hội đồng Guáimaro, ông được bầu làm Chủ tịch Hạ viện và chủ trì cơ quan lập pháp đơn viện. Ngày 10 tháng 4 năm 1869, mười lăm nghị sĩ lập ra Hội đồng, Salvador Cisneros Betancourt và những người khác cùng nhau ký bản Hiến pháp Guáimaro. Trong những tháng tiếp theo, ông đứng ra tổ chức Hội đồng Quân nhân Cuba Cách mạng lần thứ hai.
Cisneros Betancourt và những người khác có liên quan đến Hội đồng Quân nhân Cuba đã bị tòa án quân sự ở La Habana kết tội phản quốc và dấy loạn vào ngày 7 tháng 11 năm 1870 và chịu án tử hình bằng cách siết cổ nếu quân đội Tây Ban Nha bắt được. Ông kế nhiệm Carlos Manuel de Céspedes lên làm Tổng thống Cộng hòa Cuba Vũ trang từ năm 1873 đến năm 1875. Juan Bautista Spotorno trở thành người kế nhiệm ông sau khi ông từ chức vào tháng 6 năm 1875.
Năm 1878, ông từ chối Hiệp ước Zanjón, và khi sự nghiệp của nghĩa quân sụp đổ, ông bèn tìm nơi ẩn náu ở New York và sống tám năm liền trước khi quay trở về Cuba.

## Chiến tranh giành độc lập Cuba
Trong Chiến tranh giành độc lập Cuba từ năm 1895 đến năm 1898, Cisneros Betancourt ra sức đấu tranh cho nền độc lập của Cuba và gia nhập lực lượng mambises.
Sau khi José Marti, tổng thống Cuba trong Chiến tranh giành độc lập, qua đời vào tháng 5 năm 1895, cựu chiến binh Chiến tranh Mười năm bèn lên nắm quyền. Trên cương vị là thành viên của Hội đồng Lập hiến Jimaguayú năm 1895, đại biểu từ tất cả các tỉnh của Cuba đến dự họp vào tháng 9 năm 1895. Hiến pháp Jimaguayú được thông qua vào ngày 16 cùng tháng. Các thành viên nhất trí lập nên một chính quyền dân sự của Cộng hòa Cuba Vũ trang gồm có tổng thống, phó tổng thống và nội các. Ngày 19 tháng 9 năm 1895, Salvador Cisneros Betancourt được bầu làm Tổng thống Chính phủ Lâm thời Cuba với Bartolomé Masó làm Phó Tổng thống và Tomás Estrada Palma là đại biểu toàn quyền. Tổng tư lệnh Máximo Gómez và Trung tướng Antonio Maceo được bầu và hành xử quyền lực duy nhất đối với tất cả các hoạt động quân sự. Mặc dù vậy, Cisneros Betancourt ủng hộ rằng quân đội ngay cả trong thời chiến vẫn phải nằm dưới quyền của chính phủ dân sự thay vì hành động độc lập. Nội các đầu tiên của ông bao gồm Bộ trưởng Nội vụ Santiago G. Canizares, Bộ trưởng Nông nghiệp Severo Pina, Bộ trưởng Ngoại giao Rafael Portuondo, Bộ trưởng Chiến tranh Carlos Roloff và Thứ trưởng Chiến tranh Mario G. Menocal. Ông giữ chức tổng thống cho đến ngày 30 tháng 10 năm 1897 thì được Bartolomé Masó Márquez lên thay.
Tháng 8 năm 1900, ông đến thăm Tổng thống William McKinley tại thủ đô Washington, D.C. để phản đối những hành vi lạm quyền mà Chính quyền quân sự Mỹ gây ra cho người dân Cuba, đặc biệt là dưới thời Thống đốc Quân sự Leonard Wood. Ông cho công bố Lời kêu gọi gửi đến người dân Mỹ nhân danh Cuba vào ngày 24 tháng 8 năm 1900.
Ông lên tiếng phản đối Tu chính án Platt năm 1901, có nêu rõ các điều khoản chấm dứt chế độ chiếm đóng quân sự của Mỹ tại Cuba. Năm 1902, Salvador Cisneros Betancourt được bầu vào Thượng viện Cuba sau cuộc tổng tuyển cử năm 1901. Ngày 10 tháng 10 năm 1907, ông sáng lập Hội đồng Quân nhân Cách mạng La Habana nhằm phản đối mối quan hệ chặt chẽ hơn với Mỹ.
Ông giữ chức chủ tịch Hội đồng Cựu chiến binh Quốc gia vào năm 1911 và sang năm 1913 thì làm người đứng đầu Ủy ban Bãi bỏ Tu chính án Platt.

## Qua đời
Salvador Cisneros Betancourt qua đời tại La Habana, Cuba vào ngày 28 tháng 2 năm 1914. Ông được chôn cất tại Nghĩa trang Tổng hợp Camagüey.